# Франктаун (Колорадо)
Франктаун (енгл. Franktown) насељено је место без административног статуса у америчкој савезној држави Колорадо.

## Демографија
По попису из 2010. године број становника је 395, што је 296 (299,0%) становника више него 2000. године.
| Група             | 2000.      | 2010.       |
| Белци             | 97 (98,0%) | 365 (92,4%) |
| Афроамериканци    | 0 (0,0%)   | 3 (0,8%)    |
| Азијати           | 0 (0,0%)   | 9 (2,3%)    |
| Хиспаноамериканци | 1 (1,0%)   | 14 (3,5%)   |
| Укупно            | 99         | 395         |